# L'Étreinte (couple d'amoureux II)
Pour les articles homonymes, voir L'Étreinte.
L'Étreinte (couple d'amoureux II) (Umarmung (Liebespaar II)) est un tableau du peintre et dessinateur Egon Schiele réalisé en 1917 montrant un homme et une femme enlacés dans une étreinte amoureuse.

## Contexte
En 1914, l'artiste se lie d'amitié avec les deux sœurs, Adèle et Edith Harms, logeant en face de son atelier. Sur l'intervention de certains personnages reconnaissant son talent, il est dispensé du service armé, et fait son service de guerre dans l'administration. Il peut ainsi continuer de peindre et d'exposer. Quatre jours avant son service de guerre, le 17 juin 1915, il épouse Edith Harms, de trois ans son aînée, inaugurant ainsi une période moins tourmentée de sa création.
Il obtient la permission de passer son temps libre dans son atelier à Vienne.

## Description
Umarmung (Liebespaar II) montre un homme et une femme enlacés dans une étreinte. Il s'agit d'un autoportrait de Schiele et son épouse Edith. Ils sont allongés sur un drap blanc froissé, posé sur un couvre-lit jaune. La tête de la femme est couchée sur l'oreiller, son visage est détourné et sa main repose sur l'épaule de son partenaire. La pose fait référence au  tableau Le Baiser de Gustav Klimt, que Schiele admirait et dont il avait étudié le travail.

## Galerie

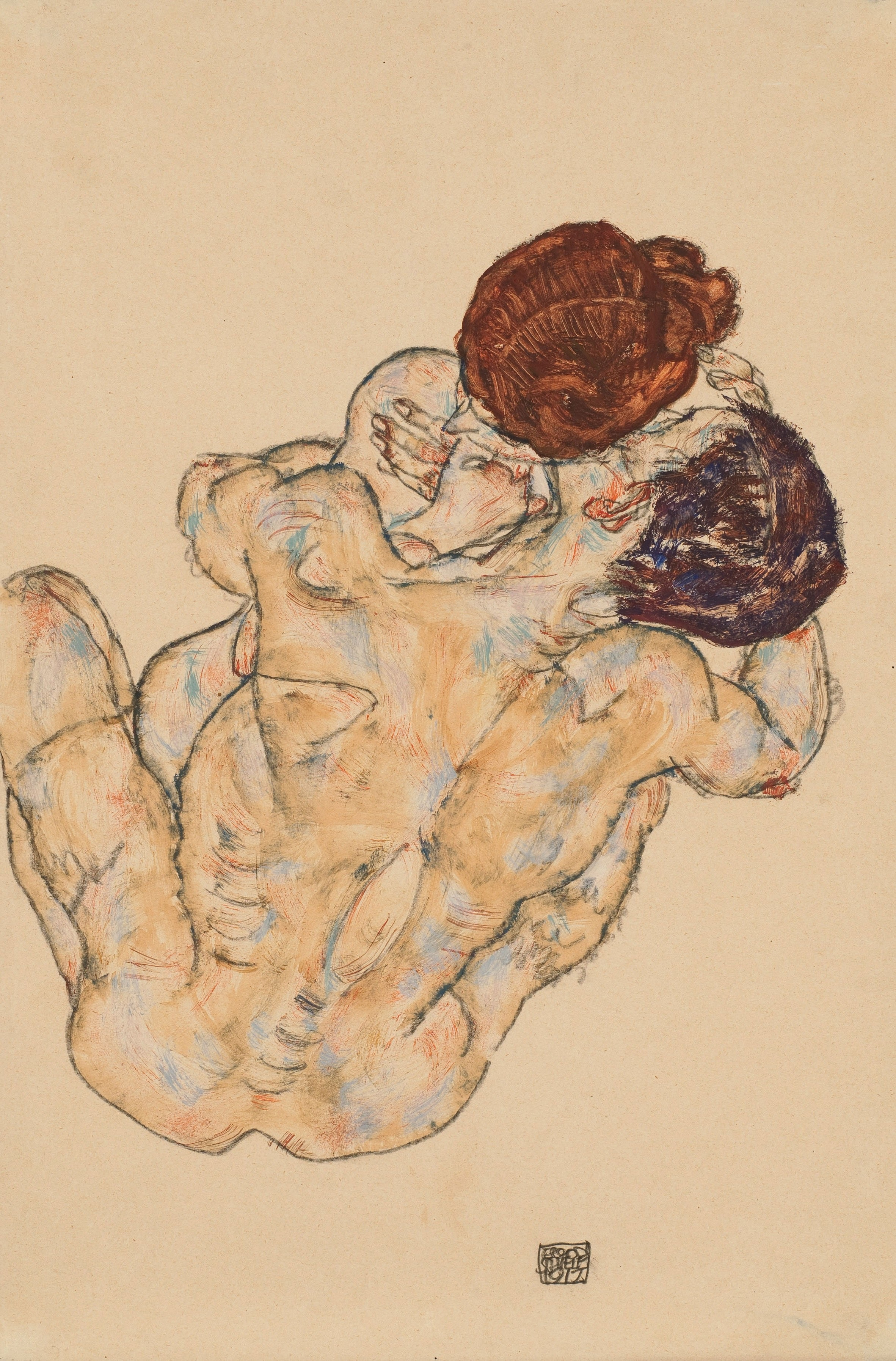
L'étreinte (couple d'amoureux), étude, 1917.
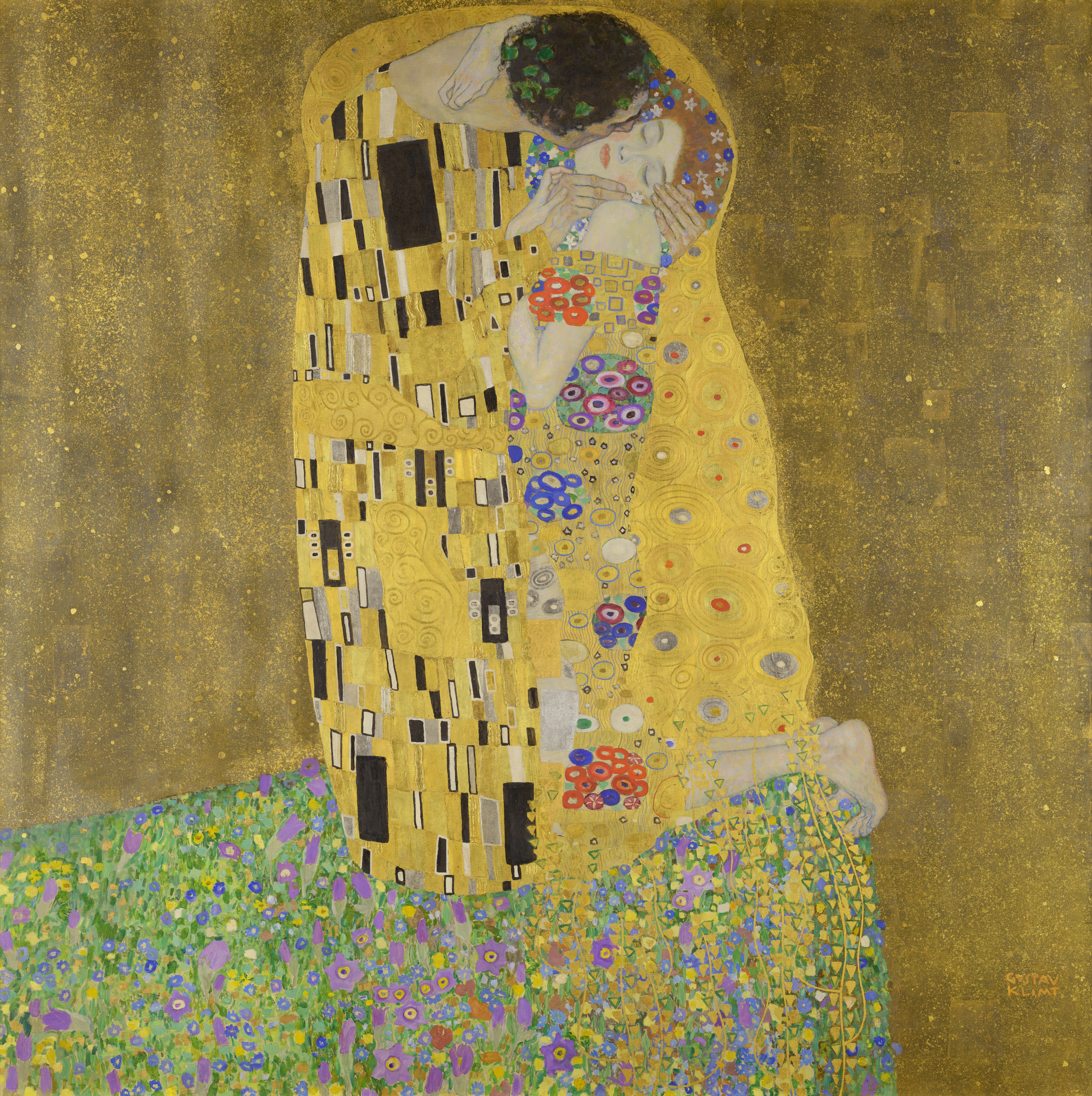
Le Baiser de Gustav Klimt, source d'inspiration.
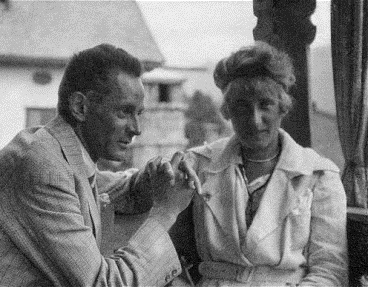
Schiele et Edith Harms, en 1918, peu avant leur décès de la grippe espagnole.